# Nalidixsav
A nalidixsav a kinolon, fluorokinolon típusú antibiotikumok alapvegyülete. A modernebb származékok szinte teljesen kiszorították a terápiából. Egyes húgyúti fertőzések kezelésére még alkalmazzák (például Escherichia coli, Proteus, Shigella, Enterobacter és Klebsiella fajok ellen l.Enterobacteriaceae). A nalidixsav kisebb koncentrációban bakteriosztatikus, azaz a kórokozókat nem öli meg, csak növekedésüket, szaporodásukat gátolja; nagyobb koncentrációban baktericid, azaz halálos a baktériumokra.

## Készítmények
Nevigramon